# Musée d'art d'Extrême-Orient
Le musée d'art d'Extrême Orient (en russe : Дальневосточный художественный музей) est un musée d'art situé dans le centre historique de Khabarovsk, en Russie.

## Historique
Le musée d'art d'Extrême-Orient ouvre ses portes en 1931.
L'idée de créer une galerie d'art publique remonte au début du xxe siècle et revient à Nikolaï Ivanovitch Grodekov (ru) (1843-1913), gouverneur de la région de l'Amour.
Les premières œuvres de peinture et de sculpture arrivent à Khabarovsk de l'Académie impériale des arts en 1905. La véritable fondation de la collection du Musée d'art d'Extrême-Orient remonte aux années 1930, avec les dons de divers musées de Leningrad et de Moscou.
Le bâtiment actuel, situé sur l'avenue Chevtchenko, étant devenu vétuste et trop étroit pour les quelque 17 000 pièces que contiennent les collections du musée, la construction d'un nouveau bâtiment sur les bords de l'Amour est prévue pour 2024.

## Collections
À l'heure actuelle, la collection du Musée d'art d'Extrême-Orient comprend 16 643 000 œuvres uniques d'art russe, des beaux-arts étrangers, des échantillons du travail des peuples de la région de l'Amour et du nord de l'Extrême-Orient russe. La base de la collection d'art d'Europe occidentale est constituée d'objets reçus du Musée de l'Ermitage, du Musée des Beaux-Arts Pouchkine, du Musée historique d'État, du Musée d'Art moderne occidental, du Musée national de la céramique en 1931.

### Art russe
Les collections d'art russe contiennent des peintures, des gravures, des sculptures et des œuvres d'art décoratif allant du xve au début du xxe siècle. Elles comportent de nombreuses icônes.
À partir du xviiie siècle, un art national russe se développe, notamment grâce à la création de l'Académie des Beaux-Arts de Saint-Pétersbourg. Parmi les œuvres exposées au musée d'Extrême-Orient, on trouve le tableau historique d'Evgraf Sorokine Ian Ousmochvets arrêtant un taureau et toute une série de portraits réalisés par les maîtres du xviiie au début du xxe siècle : Tropinine, Makovski, Répine ou Sourikov.
La peinture de paysage, populaire depuis la fin du xviiie siècle, est visible via des tableaux de Chtchédrine, Chichkine, Vassiliev, Aïvazovski, Kouïndji ou Lévitan. Les Ambulants et le mouvement réaliste sont représentés par Kramskoï, Klodt, Verechtchaguine ou Polenov.
Enfin, pour le xxe siècle, on trouve des œuvres de Vasnetsov, Benois, Somov, Vroubel, Machkov, Petrov-Vodkine, Nesterov, Koustodiev, Korovine, Harlamov ou Kontchalovski.

### Art antique et européen
La collection d'art étranger comprend des objets de céramique antiques et des peintures, des gravures, des sculptures et des œuvres d'art décoratif européennes allant du xve au début du xxe siècle.
Parmi les objets antiques, on compte des vases en céramique et en verre, et des sculptures en marbre, en bronze ou en plâtre.
Dans les collections d'art européen, on trouve des gravures italiennes du xvie au xviiie siècle, notamment de Giovanni Ottaviani, Giovanni Volpato, Salvator Rosa, Stefano Della Bella, ou des dessins de Luca Cambiaso, du Guerchin, Annibale Carracci ou Francesco Solimena.
L'art flamand et hollandais du xviie siècle est représenté par des dessins et des eaux-fortes de Cornelis van Poelenburgh, Rembrandt, Karel Dujardin, Jan van Huchtenburg, ou les frères Visscher.
Des gravures d'Albrecht Dürer, Hans Sebald Beham ou Jacques Callot sont les exemples les plus notables de la collection des arts graphiques allemands et français.
Parmi les peintures de la Renaissance italienne, on trouve des tableaux du Garofalo, du Titien, de Véronèse ou d'un membre de la famille Bassano, tandis que la peinture italienne du xvie au xviiie siècle comprend des œuvres d'Annibale Carracci, Carlo Maratta, Giovanni Battista Pittoni, Giovanni Paolo Panini et Bernardo Bellotto.
La peinture espagnole du xvie siècle a également un représentant : un portrait de Don Juan d'Autriche d'Alonso Sánchez Coello.
Les œuvres de Jan van Goyen, Salomon van Ruysdael ou d'élèves de Rembrandt donnent une bonne idée de la richesse de genres de l'école hollandaise du Siècle d'or. Pour la marine, devenue un genre à part entière, on trouve des tableaux de Jan Porcellis ou Thomas Heeremans (en).
L'école flamande du xviie siècle est représentée par Jan Brueghel l'Ancien, Alexandre Adriaenssen ou l'atelier de Rubens.
Parmi l'école française, on trouve Le Port du Lorrain, une série de portraits de salon du xviiie siècle, ainsi que des tableaux de Camille Corot, Rosa Bonheur ou Frits Thaulow.
Parmi les sculptures, on compte des œuvres de Francesco Righetti ou Giuseppe Piamontini (en).

### Art régional
Le musée d'Extrême-Orient possède une collection d'objets d'art des peuples autochtones d'Extrême-Orient. La collection donne une image vivante et assez complète des valeurs spirituelles des peuples d'Extrême-Orient, de leurs croyances religieuses et du travail d'artistes talentueux.

## Galerie

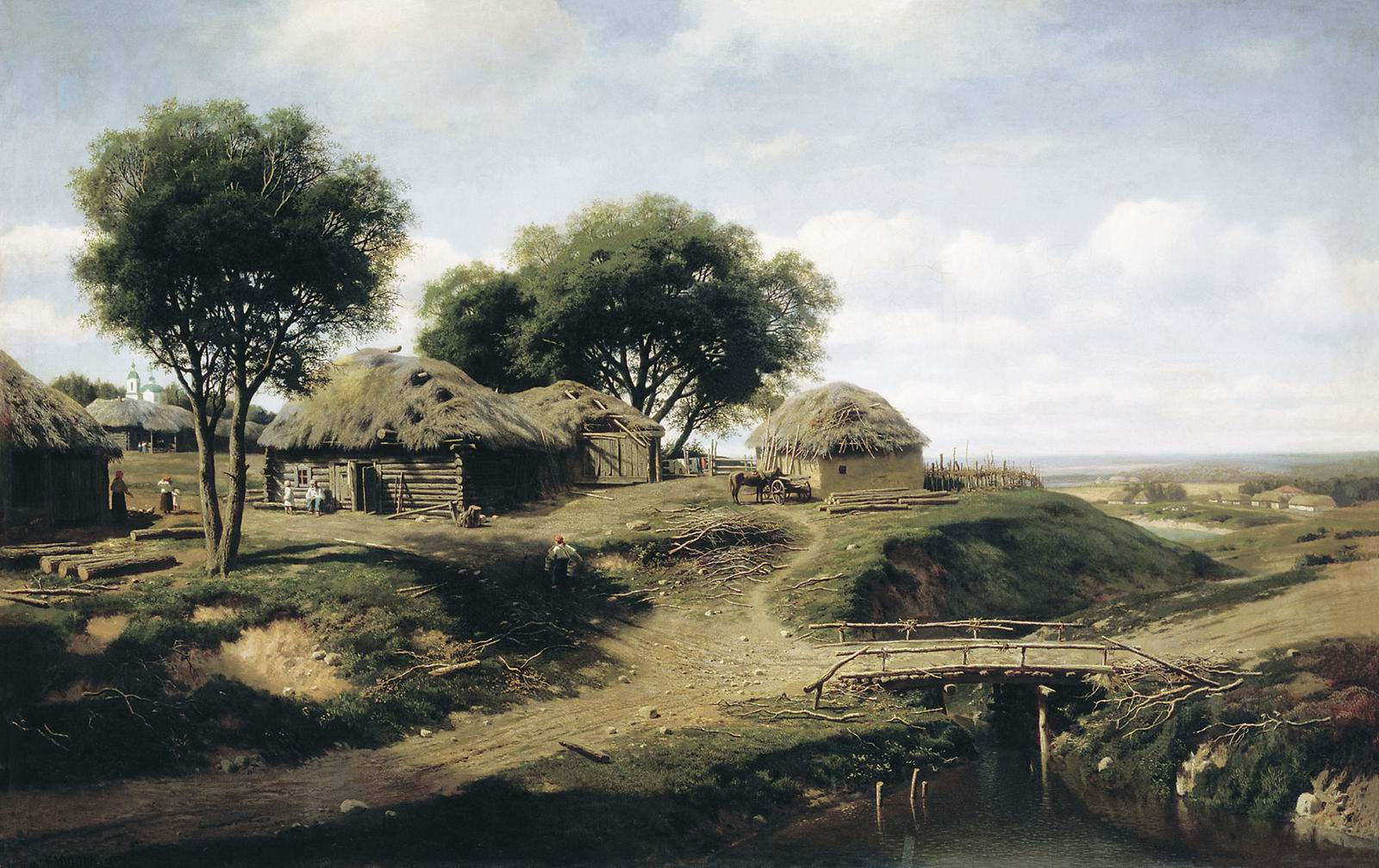
Un village dans la province d'Orel, par Mikhaïl Klodt (1864).
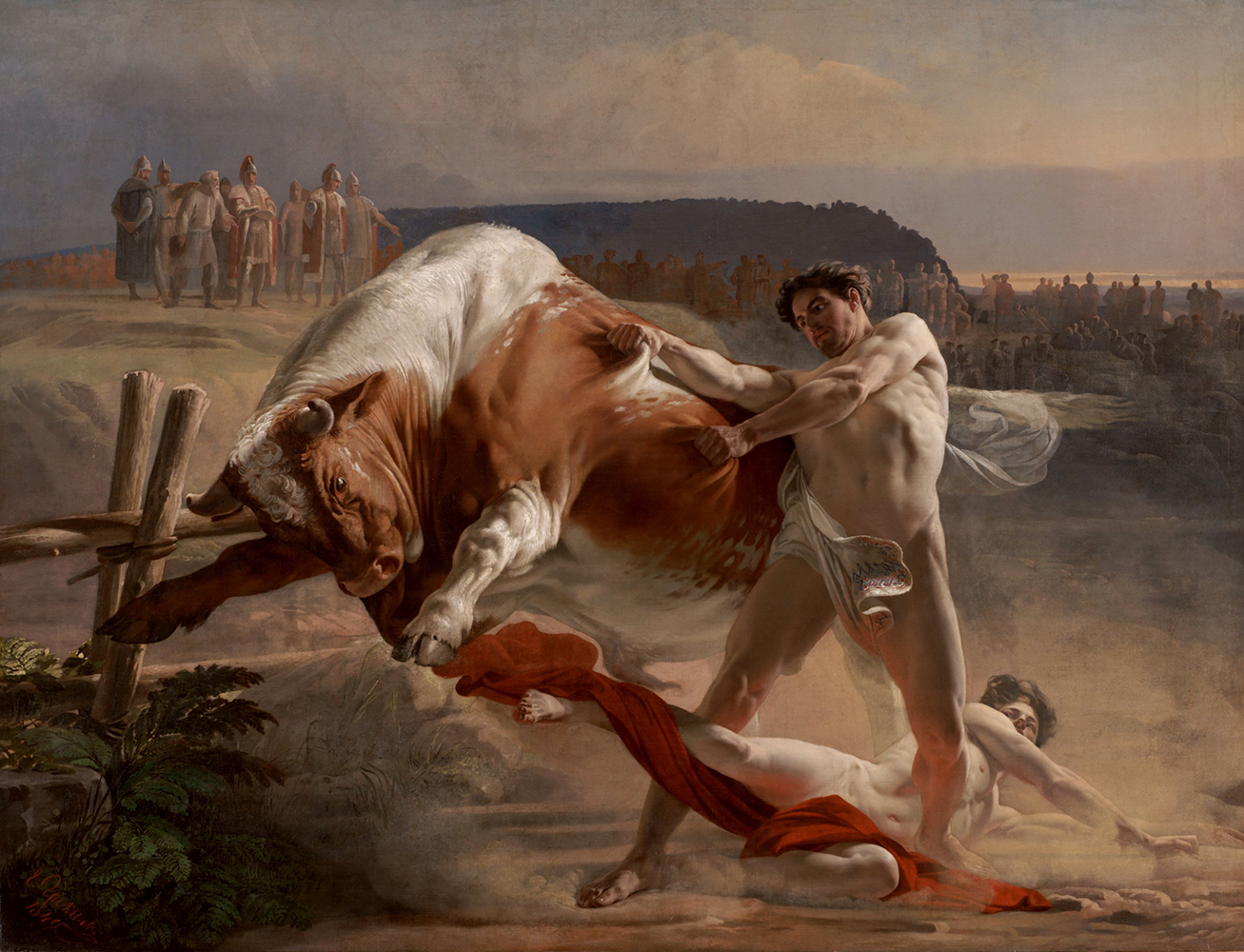
Ian Ousmochvets arrêtant un taureau, par Evgraf Sorokine (1849).
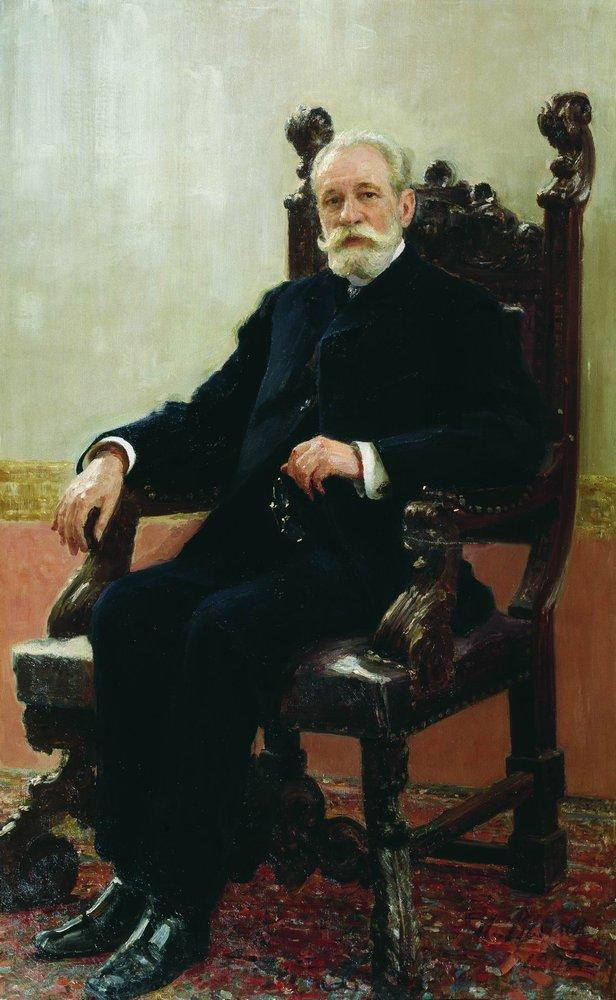
Portrait du président de la banque de commerce d'Azov et du Don de Saint-Pétersbourg, A. B. Nentzel, par Ilia Répine (1908).
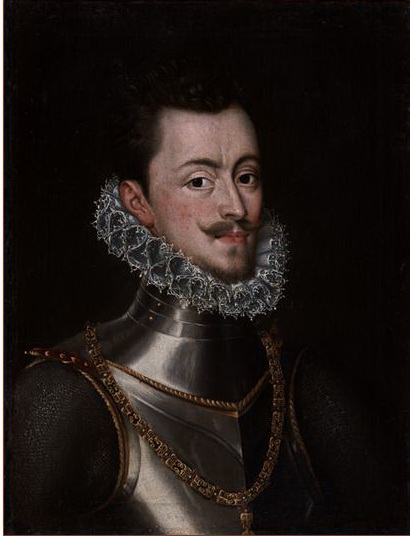
Portrait de Don Juan d'Autriche, par Alonso Sánchez Coello (xvie siècle).
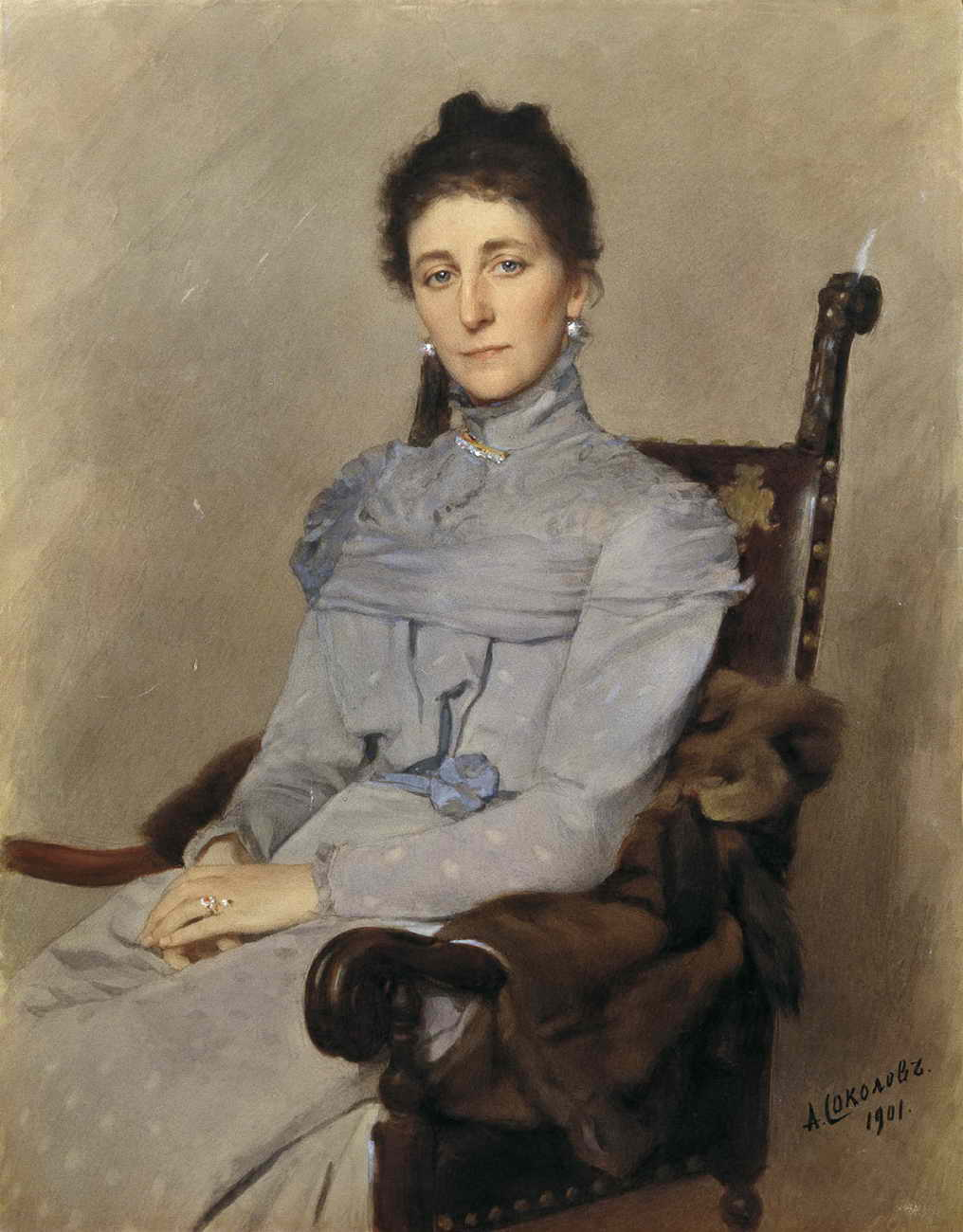
Portrait de femme, par Alexandre Sokolov (1901).
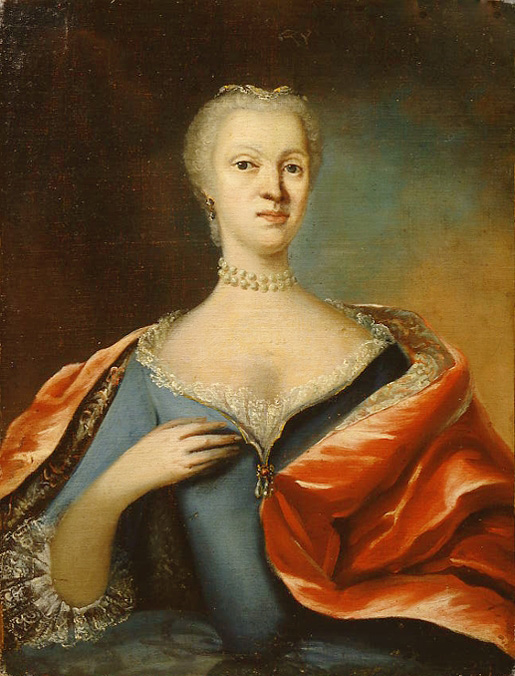
Portrait de Charlotte-Christine de Brunswick-Wolfenbüttel, par un artiste inconnu (années 1710).
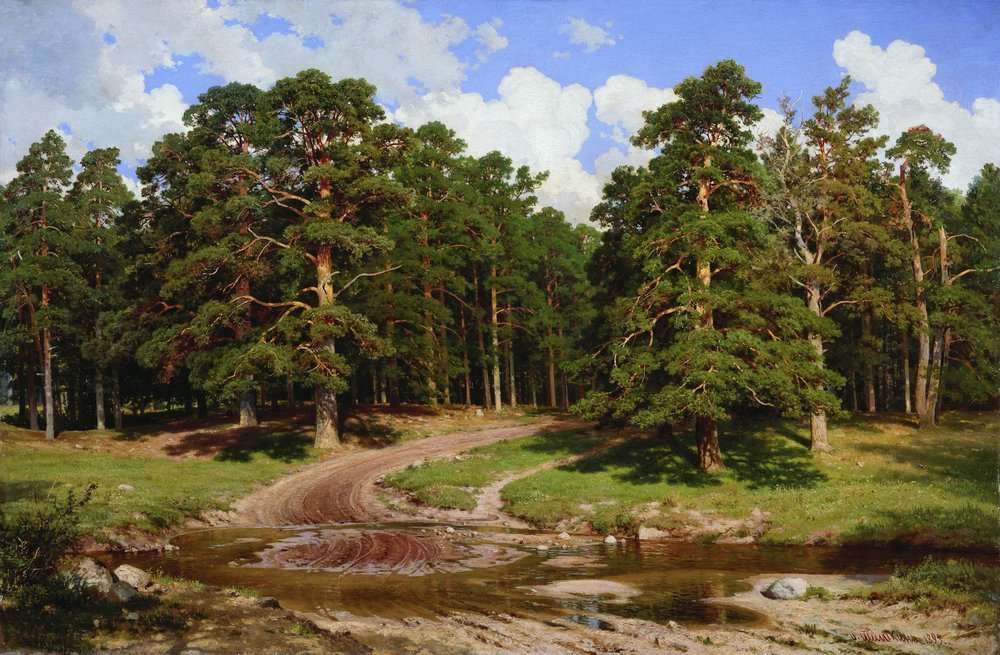
Forêt de pins, par Ivan Chichkine (1895).